# Dorit Gäbler

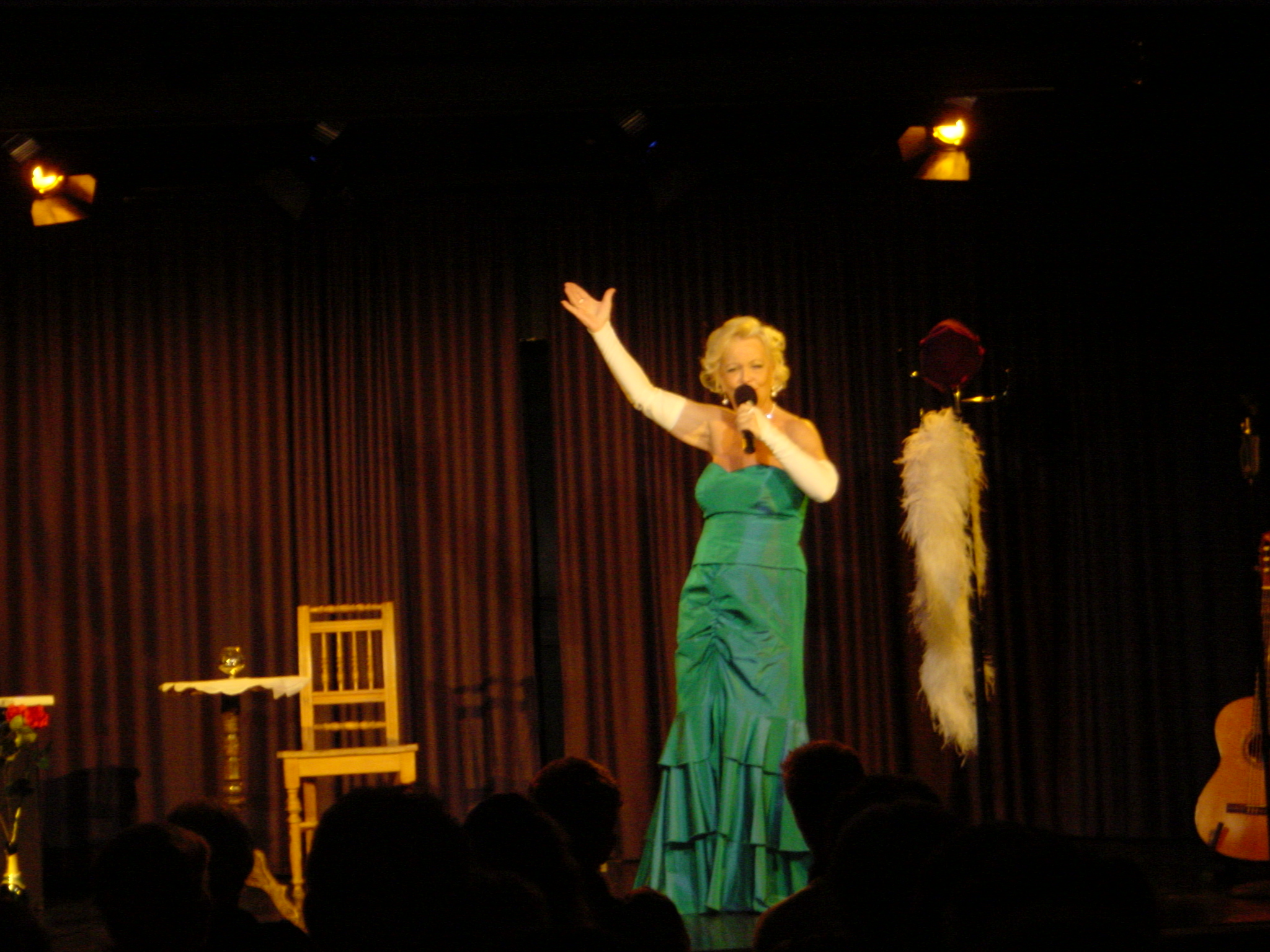
Dorit Gäbler (2012)

Dorit Gäbler anhörenⓘ(* 9. Januar 1943 in Plauen) ist eine deutsche Schauspielerin und Chansonnière.

## Leben
Dorit Gäbler wuchs gemeinsam mit ihrem Bruder, dem Musiker Rainer Gäbler (1937–2023), in Plauen auf. Sie studierte von 1963 bis 1966 an der Hochschule für Schauspielkunst „Ernst Busch“ Ost-Berlin. In Karl-Marx-Stadt spielte sie als Anfängerin die Elisa in My Fair Lady.  Von 1968 bis 1978 war sie als festes Ensemblemitglied am Staatstheater Dresden engagiert.
In der Reportage des DDR-Fernsehens Abends im Rampenlicht (1981) war sie neben Lili Ivanova, Rolf Herricht und Helena Vondráčková zu erleben. Mehrfach trat sie in Haupt- und Nebenrollen in DEFA-Spielfilmproduktionen und in Serien des Deutschen Fernsehfunks in Erscheinung. Gäbler spielte am Theater am Kurfürstendamm und an der Comödie Dresden sowie auch am Boulevardtheater Dresden, darunter oftmals an der Seite von Herbert Köfer. Sie moderierte von 1982 bis 1986 dreimal die beliebte Fernsehsendung Ein Kessel Buntes. Auch nach der Wiedervereinigung trat sie noch in unregelmäßigen Abständen in verschiedenen Fernsehserien auf.
Sie hat verschiedene Solo-Programme im Repertoire, darunter Mein Kessel Buntes, Rote Rosen für Mackie Messer, Portrait Hildegard Knef, Hommage an Marlene Dietrich, Ein bisschen Sex muss sein und Momentaufnahmen.
Gäbler lebt in Moritzburg-Friedewald bei Dresden, ist seit 1983 mit dem Kabarettisten und Musiker Karl-Heinz Bellmann (* 1947) verheiratet und hat mit ihm drei Kinder.

## Diskografie
Solo-LPs
- 1979: Dorit Gäbler Amiga 845 159
- 1988: Das ist mein Café Amiga 845 349

Solo-CDs
- 1997: Lieder begleiten unsere Straßenbahn – 125 Jahre Straßenbahn in Dresden (Maxi-CD; 4 Lieder) PEWI-Records
- 2004: Dorit Gäbler präsentiert Marlene Dietrich MEDA music
- 2004: Dorit Gäbler präsentiert: Aber schön war es doch (Hildegard-Knef-CD) MEDA music
- 2004: Dorit Gäbler sing Hildegard Knef: Ich hab mich so an dich gewöhnt MEDA music
- 2009: Starke Frauen Aabaa Records

LPs, CDs [Sampler]
- 1966: Songs, Chansons und neue Lieder (dort 4 Lieder) Amiga 840 043
- 1967: Werkstattwoche der FDJ-Singeclubs (dort 1 Lied) Amiga 850 104
- 1975: Das ist die Welt, in der ich glücklich bin – Lieder Und Chansons (dort 1 Lied) Amiga 855 413
- 1987: Ick möcht ma mitn Finger inn Himmel pieken – Lieder In Und Um Berlin (dort 1 Lied) Amiga 845 318
- 1998: Heißer Sommer / Nicht schummeln, Liebling (Sound Tracks zu 2 DEFA-Filmen; dort 1 Lied) bmg amiga 74321 583192
- 2002: Oper, Operette, Musical – Alte Texte – Neue Weisen Sony Music

## Filmografie (Auswahl)
- 1968: Gib Acht auf Susi
- 1969: Nebelnacht
- 1972: Nicht schummeln, Liebling!
- 1974: Orpheus in der Unterwelt
- 1974: Polizeiruf 110: Fehlrechnung (Fernsehreihe)
- 1974: Das Schilfrohr
- 1974: Die Frauen der Wardins
- 1975: Polizeiruf 110: Zwischen den Gleisen (Fernsehreihe)
- 1977: Polizeiruf 110: Des Alleinseins müde (Fernsehreihe)
- 1977: DEFA Disko 77
- 1978: Brandstellen
- 1979: Der Staatsanwalt hat das Wort: Ein reizender Abend (Fernsehreihe)
- 1981: Hochhausgeschichten (TV-Miniserie)
- 1981: Die Stunde der Töchter
- 1981: Ein Engel im Taxi
- 1982–1985: Geschichten übern Gartenzaun (Fernsehserie, 8 Folgen)
- 1983: Moritz in der Litfaßsäule
- 1983: Automärchen
- 1984: Front ohne Gnade (Fernsehserie)
- 1986: Claire Berolina
- 1987: Johann Strauß – Der König ohne Krone
- 1997: Das Geheimnis des Sagala (Fernsehserie, 2 Folgen)
- 1998: Leinen los für MS Königstein (Fernsehserie)
- 1999–2000: In aller Freundschaft (Fernsehserie, 3 Folgen)
- 2000: Lindenstraße (Fernsehserie, 1 Folge)
- 2001: Polizeiruf 110: Jugendwahn (Fernsehreihe)
- 2003: Mein Weg zu Dir
- 2007: SOKO Leipzig (Fernsehserie, 1 Folge)
- 2007–2008: Schloss Einstein (Fernsehserie, 5 Folgen)

## Theater
- 1968: Jurij Brězan: Mannesjahre (Uschka Loga) – Regie: Hans Dieter Mäde/Helfried Schöbel (Staatstheater Dresden)

## Hörspiele
- 1971: Boris Djacenko: Der Physiker und die Nixe (Oana, die Nixe) – Regie: Werner Grunow (Hörspiel – Rundfunk der DDR)